# Yurie Tanaka
Pour les articles homonymes, voir Tanaka.
Yurie Tanaka (田中 友理恵, Tanaka, Yurie), née le 6 janvier 1989, est une biathlète japonaise. 

## Biographie
En 2015, elle prend part à ses premiers championnats du monde à Kontiolahti, où avec une 27e place à l'individuel, elle inscrit ses premiers points pour la Coupe du monde.
Elle reçoit une sélection pour les Jeux olympiques d'hiver de 2018 à Pyeongchang.

## Palmarès

### Jeux olympiques d'hiver
| Épreuve / Édition | Pyeongchang 2018 |
| Sprint            | 68e              |
| Poursuite         | —                |
| Individuel        | 80e              |
| Départ en masse   | —                |
| Relais            | 17e              |
| Relais mixte      | —                |

Légende :
- : pas d'épreuve
- — : Non disputée par Yurie Tanaka

### Championnats du monde
| Épreuve / Édition          | Individuel | Sprint | Poursuite | Départ en masse | Relais | Relais mixte | Relais mixte simple              |
| Mondiaux 2015 Hochfilzen   | 27e        | 95e    | —         | —               | 19e    | 21e          | Épreuve inexistante à cette date |
| Mondiaux 2016 Holmenkollen | 69e        | 78e    | —         | —               | 19e    | 19e          | Épreuve inexistante à cette date |
| Mondiaux 2019 Östersund    | 66e        | —      | —         | —               | 19e    | —            | —                                |
| Mondiaux 2020 Antholz      | 90e        | 79e    | —         | —               | 21e    | —            | —                                |
| Mondiaux 2021 Pokljuka     | 74e        | 78e    | —         | —               | 15e    | —            | —                                |

Légende :

— : Sari Furuya n'a pas participé à cette épreuve.

### Coupe du monde
- Meilleur classement général : 78e en 2015.
- Meilleur résultat individuel : 27e.

#### Détail des classements
| Année     | Classement général | Classement de l'individuel | Classement du sprint | Classement de la poursuite | Classement de la mass start |
| 2014-2015 | 78e                | 49e                        | -                    |                            | -                           |

### Jeux asiatiques
- Médaille de bronze au relais mixte en 2017 à Sapporo.